# كأس أوروبا 1961–62

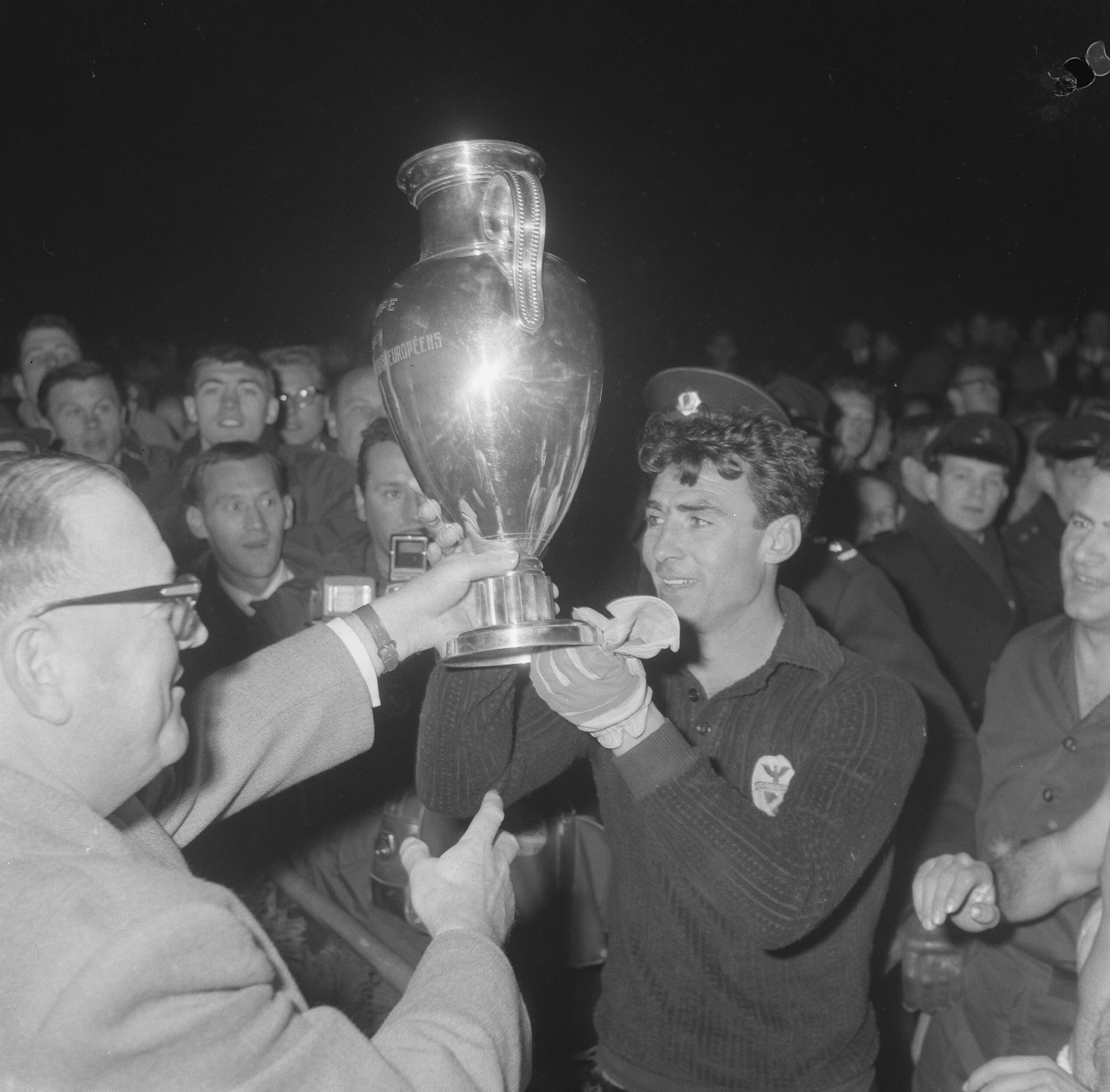
صورة للفريق الفائز بلقب سنة 1961_1962(فريق بينفيكا البرتغالي)

كأس أوروبا 1961-62 كان الموسم السابع من دوري أبطال أوروبا، فاز فريق بنفيكا باللقب للمرة الثانية على التوالي، بعد تغلبه في المباراة النهائية على فريق ريال مدريد 5–3. أقيمت المبارة النهائية بين الفريقين في أمستردام بتاريخ 2 مايو من عام 1962.

## نصف النهائي
| الفريق الأول | إجم. | الفريق الثاني   | مباراة الذهاب | مباراة الإياب |
| ------------ | ---- | --------------- | ------------- | ------------- |
| بنفيكا       | 4–3  | توتنهام هوتسبير | 3–1           | 1–2           |
| ريال مدريد   | 6–0  | ستاندارد لييج   | 4–0           | 2–0           |

### مباريات الذهاب
| بنفيكا                      | 3–1   | توتنهام هوتسبير |
| --------------------------- | ----- | --------------- |
| سيمويس 6' · ألميدا 20'، 64' | تقرير | سميث 55'        |

| ريال مدريد                                    | 4–0   | ستاندارد لييج |
| --------------------------------------------- | ----- | ------------- |
| دي ستيفانو 23' · تيخادا 38'، 78' · كاسادو 48' | تقرير |               |

### مباريات الإياب
| توتنهام هوتسبير                | 2–1   | بنفيكا    |
| ------------------------------ | ----- | --------- |
| سميث 35' · بلانشفلاور 48' (ض.) | تقرير | أغواس 15' |

بنفيكا فاز 4–3 في مجموع المباراتين.
| ستاندارد لييج | 0–2   | ريال مدريد               |
| ------------- | ----- | ------------------------ |
|               | تقرير | بوشكاش 50' · ديل سول 60' |

فاز ريال مدريد 6–0 في مجموع المباراتين.

## النهائي
| بنفيكا                                                     | 5–3           | ريال مدريد           |
| ---------------------------------------------------------- | ------------- | -------------------- |
| أغواس 25' · كافيم 33' · كولونا 51' · أوزيبيو 64' (ض.)، 69' | تقرير اليويفا | بوشكاش 18'، 23'، 39' |

## الهدافون
| اللاعب             | الفريق          | الأهداف |
| ------------------ | --------------- | ------- |
| ألفريدو دي ستيفانو | ريال مدريد      | 7       |
| بينت لوفكيست       | بولد كلوب 1913  | 7       |
| فيرينتس بوشكاش     | ريال مدريد      | 7       |
| هاينز ستريل        | نورنبرغ         | 7       |
| جوستو تيخادا       | ريال مدريد      | 7       |
| جوزيه أغواس        | بنفيكا          | 6       |
| Roger Claessen     | ستاندارد لييج   | 6       |
| بوبي سميث          | توتنهام هوتسبير | 6       |
| أوزيبيو            | بنفيكا          | 5       |
| Rudolf Kučera      | دوكلا براغ      | 5       |